# Xysticus caspicus
Xysticus caspicus es una especie de araña cangrejo del género Xysticus, orden Araneae. Fue descrita científicamente por Utochkin en 1968.

## Distribución geográfica
Se distribuye por Rusia (Europa hasta Asia Central), Azerbaiyán, Kazajistán y Turkmenistán.